# Microchelifer sadiya
Microchelifer sadiya är en spindeldjursart som beskrevs av Chamberlin 1949. Microchelifer sadiya ingår i släktet Microchelifer och familjen tvåögonklokrypare. Inga underarter finns listade i Catalogue of Life.